# Hans Knappertsbusch
Hans Knappertsbusch (ur. 12 marca 1888 w Elberfeld, zm. 25 października 1965 w Monachium) – niemiecki dyrygent.

## Życiorys
Studiował filozofię na uniwersytecie w Bonn, następnie w latach 1908–1912 był uczniem Fritza Steinbacha i Ottona Lohsego w konserwatorium w Kolonii. Od 1910 do 1912 roku był kapelmistrzem teatru w Mülheim, jednocześnie pełniąc funkcję asystenta Siegfrieda Wagnera i Hansa Richtera na festiwalu w Bayreuth. W latach 1913–1918 był dyrektorem teatru operowego w Elberfeld, później pełnił funkcję kapelmistrza opery w Lipsku (1918–1919) i Dessau (1919–1922). W 1922 roku jako następca Brunona Waltera został generalnym dyrektorem muzycznym Bayerische Staatsoper w Monachium. Zwolniony z tego stanowiska przez władze nazistowskie w 1936 roku, wyjechał do Wiednia, gdzie dyrygował Filharmonikami Wiedeńskimi. W 1945 roku wrócił do Niemiec, osiadając w Monachium. Od 1951 roku dyrygował na festiwalu w Bayreuth. Gościnnie prowadził festiwale w Salzburgu (1947–1950 i 1954–1955) oraz orkiestrę Filharmoników Wiedeńskich (1947–1965). Został pochowany na monachijskim cmentarzu Bogenhausen.
Zasłynął przede wszystkim jako interpretator dzieł Richarda Wagnera, Richarda Straussa i Antona Brucknera.